# Поповка (Верхнедонской район)
Поповка   — хутор в Верхнедонском районе Ростовской области. Входит в Казанское сельское поселение.

## География

### Улицы
- ул. Атаманская,
- ул. Ольховая,
- ул. Петровского,
- ул. Платова,
- ул. Разина,
- ул. Российская,
- ул. Школьная,
- ул. Шолохова.

## Население
| 1989 | 2002 | 2010 |
| ---- | ---- | ---- |
| 914  | ↘879 | ↘837 |

## Известные уроженцы, жители
Дронов, Иван Савельевич — доктор медицинских наук, профессор кафедры гигиены Ростовского государственного медицинского университета.

## Инфраструктура
Личное подсобное хозяйство с зоной сельскохозяйственного использования, индивидуальная застройка усадебного типа.
Основа экономики — сельское хозяйство.
МБОУ Поповская ООШ. МБУК ДК станицы Казанской.

## Транспорт
Хутор доступен автотранспортом.

## Достопримечательности
Территория Ростовской области была заселена еще в эпоху неолита. Люди, живущие на древних стоянках и поселениях у рек, занимались в основном собирательством и рыболовством. Степь для скотоводов всех времён была бескрайним пастбищем для домашнего рогатого скота. От тех времен осталось множество курганов с захоронениями  жителей этих мест. Курганы и курганные группы находятся на государственной охране.
Поблизости от территории хутора Поповка Верхнедонского района расположено несколько достопримечательностей – памятников археологии. Они охраняются в соответствии с Федеральным законом от 25.06.2002 N 73-ФЗ "Об объектах культурного наследия (памятниках истории и культуры) народов Российской Федерации", Областным законом от 22.10.2004 N 178-ЗС "Об объектах культурного наследия (памятниках истории и культуры) в Ростовской области", Постановлением Главы администрации РО от 21.02.97 N 51 о принятии на государственную охрану памятников истории и культуры Ростовской области и мерах по их охране и др. 
- Курган    "Холостой II". Находится на расстоянии около 2,9 км к северо-востоку от хутора Поповки.
- Курганная группа    "Поповка III"  (4 кургана). Находится на расстоянии около 1,5 км к северо-востоку от хутора Поповки.
- Курган   "Поповка IV". Находится на расстоянии около 1,0 км к северо-востоку от хутора Поповки.
- Курганная группа    "Поповка V"   (2 кургана). Находится на расстоянии около 100 метров к северо-востоку от хутора Поповки[4].